# مدرسة أنجلو أمريكان في موسكو
مدرسة أنجلو أمريكان (بالإنجليزية: Anglo-American)‏،(بالروسية: Англо-американская школа - Москва) هي مدرسة دولية خاصة تقع في موسكو، روسيا.

## الروابط الخارجية
1. ↑  The Anglo-American School of Moscow نسخة محفوظة 16 يناير 2018 على موقع واي باك مشين.
2. ↑   https://web.archive.org/web/20180116005926/https://www.aas.ru/document.doc?id=1908. مؤرشف من الأصل في 16 يناير 2018. اطلع عليه بتاريخ أغسطس 2020. {{استشهاد ويب}}: تحقق من التاريخ في: |تاريخ الوصول= (مساعدة) والوسيط |title= غير موجود أو فارغ (مساعدة)

- مدرسة أنجلو أمريكان في موسكو